# Winfried Werner Linde
Winfried Werner Linde (* 7. Juni 1943 in Innsbruck; † 6. Mai 2024) war ein österreichischer Journalist und Schriftsteller.

## Leben
Winfried Werner Linde lebte, arbeitete und verstarb in Innsbruck. Neben seiner schriftstellerischen Tätigkeit arbeitete er bis zu seinem Eintritt in den Ruhestand 2008 auch 22 Jahre als Redakteur bei der österreichischen Tageszeitung Kurier. Er veröffentlichte im ORF und in verschiedenen Zeitungen und Zeitschriften. Bis April 2009 erschienen seine wöchentlichen Kolumnen unter „Der Linde“ in der Zeitung „Tiroler Woche“.
Von 1978 bis 1980 war er kulturpolitischer Kommentator der Reuttener Bezirkszeitung „Die Neue“. Von 1980 bis 1984 arbeitete er als Redaktionsmitglied der Stattzeitung. 
Bis zu seinem Ableben veröffentlichte er 15 Bücher und acht Theaterstücke, vornehmlich für Freilicht-Aufführungen an besonderen Spielstätten in Tirol. Er war Mit-Initiator (mit Architekt Michael Prachensky) des Treffpunktes der Weltreligionen in Seefeld in Tirol.
Das mehrfach wiederaufgelegte Buch Die Walder-Saga thematisiert den gewaltsamen Tod des Wilderers Pius Walder und dessen Folgen.

## Auszeichnungen
- Literaturpreis der Tiroler Arbeiterkammer
- 1984: Kunstpreis der Stadt Innsbruck für Lyrik und Dramatische Dichtung
- Theodor-Körner-Preis
- 2007: Ehrenzeichen der Stadt Innsbruck für Verdienste um Kunst und Kultur
- 2008: Ehrenzeichen der Caritas für besonderes soziales Engagement
- 2009: Verleihung des Berufstitels Professor durch Bundespräsident Dr. Heinz Fischer
- 2018: Verdienstkreuz des Landes Tirol